# 434
Період падіння Західної Римської імперії. У Східній Римській імперії триває правління Феодосія II. У Західній правління Валентиніана III, значна частина території окупована варварами, зокрема в Іберії утворилося Вестготське королівство. У Китаї правління династії Лю Сун. В Індії правління імперії Гуптів. У Японії триває період Ямато. У Персії править династія Сассанідів.
На території лісостепової України Черняхівська культура. У Північному Причорномор'ї готи й сармати. Історики VI століття згадують плем'я антів, що мешкало на території сучасної України приблизно з IV сторіччя. З'явилися гуни, підкорили остготів та аланів й приєднали їх до себе.

## Події
- Флавій Аецій, військовий магістр Західної Римської імперії, на двадцять років взяв владу в свої руки при формальному правлінні Валентиніана III. Він дозволив своїм сюзникам гунам оселитися в Паннонії.
- Гуни під проводом Ругіли увійшли у Фракію і просувалися до стін Константинополя, але їхній ватажок помер, і імператор Феодосій II відкупився від них даниною.
- Після смерті Ругіли гунів очолили брати Аттіла й Бледа.

## Померли
- Ругіла, вождь гунів.
- Мундзук, вождь гунів.